# OC Châteaudun
Câu lạc bộ Olympic Châteaudun là một câu lạc bộ bóng đá Pháp được thành lập vào năm 1959 do kết quả của sự hợp nhất giữa ES Châteaudun và AS Saint-Jean. Đội có trụ sở tại thị trấn Châteaudun và sân vận động của họ là Stade Kléber et Albert Provost, có sức chứa khoảng 3.300 khán giả.